# Parafia wojskowa Najświętszego Imienia Maryi w Sulechowie
Parafia wojskowa Najświętszego Imienia Maryi – znajduje się w Dekanacie Wojsk Lądowych Ordynariatu Polowego Wojska Polskiego. Erygowana 1 lutego 2015 roku dekretem Biskupa Polowego WP Józefa Guzdka. Jest parafią personalną do której należą żołnierze, ich rodziny i pracownicy cywilni wojska. Proboszczem od 28 września 2023 roku jest ks. mjr Piotr Rokita.